# Catherine Asaro
Catherine Asaro (Oakland, 6 novembre 1955) è una scrittrice statunitense di romanzi di fantascienza e fantasy.
È conosciuta soprattutto per i suoi libri sulla Dinastia Ruby ambientati nell'universo dell'Impero Skoliano. Il suo genere letterario miscela fantascienza hard al classico romance, creando trame ricche di avventure emozionanti e spazio profondo.
Ha vinto due volte il premio Nebula.
Le sue opere sono per lo più inedite in italiano.

## Biografia
Asaro è nata e cresciuta ad Oakland, in California, da una famiglia d'origini italiane, figlia del chimico nucleare Frank Asaro e della sua consorte Lucille Marie Lavezo. Ha una solida formazione scientifica in quanto ha ottenuto un bachelor in chimica alla UCLA, una laurea in fisica e un Ph.D. in chimica fisica all'Università di Harvard.
È stata inoltre ricercatrice per l'Università di Toronto in Canada e per il Max Planck Institut für Astrophysik in Germania. Ha svolto la professione di insegnante universitaria di fisica a partire dal 1990, anno in cui ha fondato la rivista di fantascienza Molecudyne Research.
Eccellente ballerina, si è esibita in balletti e musical sia a Londra che negli Stati Uniti d'America. Mentre era ad Harvard ha anche fondato un'organizzazione studentesca di ballo: il Mainly Jazz Dance program.
Catherine Asaro è stata inoltre presidente dell'SFWA, l'Associazione degli scrittori americani di fantasy e fantascienza (Science Fiction and Fantasy Writers of America), il gruppo che premia ogni anno i migliori romanzi di fantasy e fantascienza con il prestigioso premio Nebula.
La sua prima opera pubblicata è stato il racconto Luci e ombre, apparso sulla rivista Analog nell'aprile 1994. L'anno seguente usciva il suo primo romanzo, Primary Inversion.
È sposata con John Kendall Cannizzo, un astrofisico della NASA. Ha una figlia e vive a Columbia nel Maryland.

## Opere

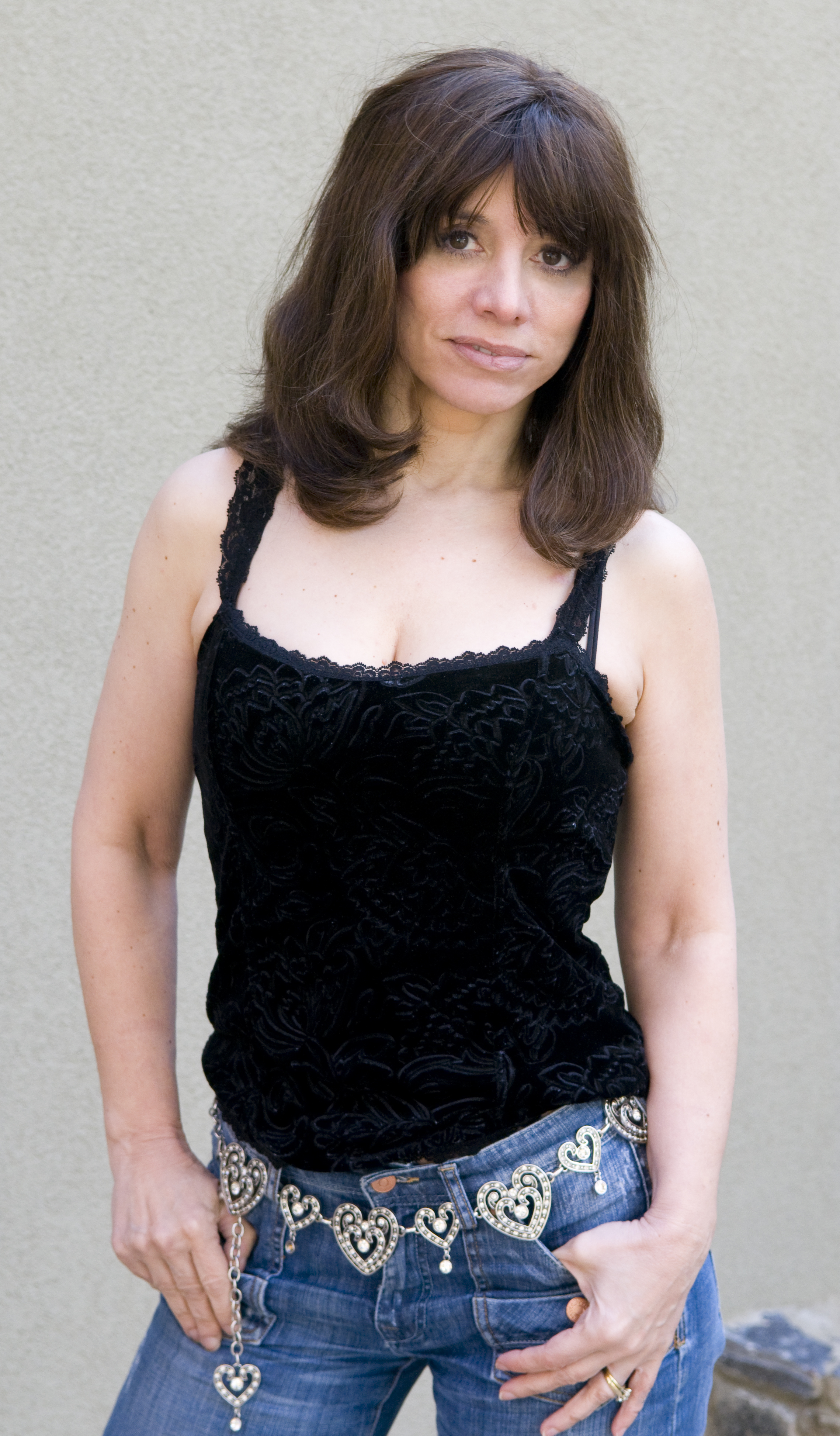
La Asaro nel 2009

Al 2013 tutti i romanzi dell'autrice, tranne La rosa quantica, risultano inediti in italiano. Le uniche altre opere tradotte sono il romanzo breve Aurora a quattro voci (Aurora in Four Voices) e il racconto lungo Un ponte sull'abisso (Walk in Silence).

### Saga dell'impero Skoliano
I libri sono in ordine di pubblicazione. Sono inoltre stati pubblicati anche alcuni romanzi brevi collegati al ciclo.
- Primary Inversion (1995)
- Catch the Lightning (1996)
- The Last Hawk (1997)
- The Radiant Seas (1998)
- Ascendant Sun (2000)
- La rosa quantica (The Quantum Rose, 2000) - Premio Nebula 2001
- Spherical Harmonic (2001)
- The Moon's Shadow (2003)
- Skyfall (2003)
- Schism (2004)
- The Final Key (2005)
- The Ruby Dice (2008)
- Diamond Star (2009)
- Carnelians (2011)

### Altre opere
- The Veiled Web (1999)
- The Phoenix Code (2000)
- Charmed Destinies (2003)
- Irresistible Forces (2004)
- Charmed Sphere (2004)
- Sunrise Alley (2004)
- Misted Cliffs (2005)
- Alpha (2006)
- The Dawn Star (2006)